# Đồng Khởi, Vĩnh Long
Đồng Khởi là một xã thuộc tỉnh Vĩnh Long, Việt Nam. Nơi đây còn là cái nôi của phong trào Đồng Khởi.

## Địa lý
Xã Đồng Khởi nằm ở phía đông huyện Mỏ Cày Nam, có vị trí địa lý:
- Phía đông giáp phường An Hội và xã Phước Long, ranh giới là sông Hàm Luông.
- Phía tây giáp xã Mỏ Cày.
- Phía nam giáp xã An Định.
- Phía bắc giáp xã Tân Thành Bình.

Xã Đồng Khởi có diện tích 41,12 km², dân số năm 2025 là 35.384 người, mật độ dân số đạt 860 người/km²

## Lịch sử
Sau năm 1975, Bình Khánh là một xã thuộc huyện Mỏ Cày cũ.
Ngày 14 tháng 3 năm 1984, Hội đồng Bộ trưởng ban hành Quyết định 41-HĐBT. Theo đó, chia xã Bình Khánh thành hai xã Bình Khánh Đông và Bình Khánh Tây.
Ngày 9 tháng 2 năm 2009, Chính phủ ban hành Nghị định 08/NĐ-CP. Theo đó, chia huyện Mỏ Cày thành hai huyện Mỏ Cày Bắc và Mỏ Cày Nam, các xã Bình Khánh Đông và Bình Khánh Tây thuộc huyện Mỏ Cày Nam.
Trước khi sáp nhập, xã Bình Khánh Đông có diện tích 10,20 km², dân số là 6.255 người, mật độ dân số đạt 613 người/km². Xã Bình Khánh Tây có diện tích 5,66 km², dân số là 3.683 người, mật độ dân số đạt 651 người/km².
Ngày 10 tháng 1 năm 2020, Ủy ban Thường vụ Quốc hội ban hành Nghị quyết số 856/NQ-UBTVQH14 về việc sắp xếp các đơn vị hành chính cấp xã thuộc tỉnh Bến Tre (nghị quyết có hiệu lực từ ngày 1 tháng 2 năm 2020). Theo đó, tái lập xã Bình Khánh trên cơ sở sáp nhập toàn bộ diện tích và dân số của hai xã Bình Khánh Đông và Bình Khánh Tây.
Ngày 16 tháng 6 năm 2025, Ủy ban Thường vụ Quốc hội ban hành Nghị quyết số 1687/NQ-UBTVQH15 về việc sắp xếp toàn bộ diện tích tự nhiên, quy mô dân số của các xã Định Thủy, Phước Hiệp và Bình Khánh thành xã mới có tên gọi là xã Đồng Khởi.